# Having Fun with Elvis on Stage
Having Fun with Elvis on Stage è un album live (esclusivamente parlato) di Elvis Presley pubblicato nel 1974.

## Il disco
Il disco è unico nel catalogo di Elvis in quanto non contiene nessuna canzone: è unicamente composto da spezzoni parlati di Presley durante i concerti registrati nello spazio tra un brano e l'altro. Principalmente si tratta di Elvis che si diverte a scherzare con i membri della sua band e con il pubblico e a fare battute di vario genere.
L'album fu una trovata commerciale del manager di Elvis, il Colonnello Tom Parker. Inizialmente Parker fece uscire il disco per la sua etichetta di proprietà, la Box Car Records, e venduto esclusivamente ai concerti di Presley. In seguito l'album venne acquistato e pubblicato dalla RCA Records come un vero e proprio album live, con la sola avvertenza per i compratori consistente in una didascalia sulla copertina che diceva "A Talking Album Only" ("Album solo parlato"). Sul retro di copertina Elvis è accreditato come produttore esecutivo del disco.
A tutt'oggi, il disco non è mai stato ristampato in formato CD.

### Recensioni
| Recensione  | Giudizio |
| ----------- | -------- |
| AllMusic    | [ 4 ]    |
| MusicHound  | [ 5 ]    |
| Daily Vault | C-       |

Having Fun with Elvis on Stage è stato indicato come il peggior album in assoluto di Elvis Presley. I critici rock Jimmy Guterman e Owen O'Donnell, scrivendo il loro libro The Worst Rock and Roll Records of All Time nel 1991, giudicarono il disco in assoluto il peggior disco rock di sempre.
Nonostante tutto, l'album raggiunse la posizione numero 130 della classifica di Billboard negli Stati Uniti, e persino la posizione numero 9 della classifica Billboard Top Country Albums dedicata alla musica country.

## Tracce
1. Side A – 18:06
2. Side B – 19:00